# Tvåtjärnarna (Voxna socken, Hälsingland, östra)
Tvåtjärnarna är den östra av två sjöar i Ovanåkers kommun i Hälsingland och ingår i Ljusnans huvudavrinningsområde. Den andra är Tvåtjärnarna (Voxna socken, Hälsingland).